# Koslænget
Koslænget er en computeranimeret spillefilm, der er produceret af Nickelodeon Movies og distribueres af det amerikanske filmselskab Paramount Pictures. Den havde premiere den 4. august 2006 i USA og den 2. februar 2007 i Danmark.
Jan Gintberg lægger i den danske version stemme til hovedpersonen, tyren Otis.

## Handling
Koslænget handler om tyren Otis, der lever livet på fulde drøn. Han prøver ihærdigt at leve op til sin far, der er alfatyren. Gennem hele filmen sker der en udvikling i Otis' hoved. Han begynder at tage mere ansvar, lederskab, især da Otis' far dræbes af en kobbel ulve. Dette provokerer selvfølgelig Otis i sådan en grad, at han tager turen til ulveområdet. Her udspiller sig en legendarisk kamp mellem køer (og andre bondegårddyr) og ulvene, der ender godt. Otis kan vende tilbage ved godt mod. Umiddelbart efter kampen for Otis at vide, at hans elskede har veer og skal føde. I en fart for koslænget og co. 'taget' nogle motorcykler, (som pænt kan hentes igen) og på nul komma fem er de hjemme igen. En lille nyfødt tyr ligger i sine mors arme, da Otis kommer ind i stalden.